# Hopliphora superba
Hopliphora superba là một loài Hymenoptera trong họ Apidae. Loài này được Ducke mô tả khoa học năm 1902.